# 최학범
최학범(崔學範, 1966년 12월 9일 ~ )은 대한민국의 정치인이다. 경상남도의원을 지냈다. 제12대 후반기 의장을 역임했다.

## 학력
- 삼계초등학교
- 김해중학교
- 김해고등학교
- 인제대학교 경영통상학과 졸업
- 인제대학교 경영대학원 행정학과 졸업(행정학 석사)

## 경력
- 민자당, 신한국당, 한나라당 김해시청년본부장
- 한나라당 경남도당 김해시 을 당원협의회 사무국장
- 민주평화통일자문회의 김해시 간사
- 새누리당 경남도당 부위원장
- 2012.04 ~ 2014.06: 제9대 경상남도의회 의원
- 2014.07 ~ 2018.06: 제10대 경상남도의회 의원
  - 제10대 경상남도의회 전반기 교육위원장
- 국민의힘 경남도당 교육위원장
- 경운중학교 운영위원장
- 국민의힘 경남도당 부위원장
- 2022.07 ~ 현재 : 제12대 경상남도의회 의원
  - 2022.07 ~ 2024.06: 제12대 경상남도의회 전반기 부의장
  - 2022.07 ~ 2024.06: 제12대 경상남도의회 전반기 농해양수산위원회 위원
  - 2024.07 ~ 현재 : 제12대 경상남도의회 후반기 의장
- 2024.09 ~ : 제19대 전반기 대한민국시도의회의장협의회 부회장
- 국민의힘 김해 갑 당협위원장
- 2025. 5.~ 2025. 6. 제21대 대통령 선거 국민의힘 김문수 대통령 후보 경남 선거대책위원회 조직총괄본부장

## 역대 선거 결과
|  | 48.4% |

|  | 43.83% |

|  | 50.08% |

|  | 38.02% |

|  | 56.66% |